# 王様の恩返し
『王様の恩返し』（おうさまのおんがえし）は、王様の1枚目のスタジオ・アルバム]。1996年2月1日発売。レーベルはファンハウス。副題は「王様の日本語直訳ロック集」。
先行して発表された「深紫伝説」などで話題となっていた王様が、11曲の直訳ロックとともに、オリジナルの1曲を加えて発表したデビュー・アルバム。

## トラックリスト
1. 高速道路の星 （完全版）
2. 移民の歌
3. キツネっぽい女
4. 茶色いお砂糖
5. 夏の憂うつ
6. 黒い犬
7. 湖上の煙 （完全版）
8. 火
9. 幻惑されて
10. 深紫伝説～ディープ・パープル日本語直訳メドレー：高速道路の星～速さの王様～燃えろ～湖上の煙～俺の彼女は東京出身～変わった感じの女～黒い夜～宇宙のトラック野郎
11. 王様の恩返し - オリジナル楽曲
12. ユラユラとグルグル （ライヴ・イン・ジャパン）